# Ernst Friedrich von Schlomach
Ernst Friedrich von Schlomach (* 1632; † 1705) war ein magdeburgischer, dann fürstlich-sächsischer Amtshauptmann zu Jüterbog, konkret des Amtes Jüterbog, Dahme und Burg sowie Rittergutsbesitzer.

## Leben
Ernst Friedrich von Schlomach stammte aus der im Jahre 1651 in den deutschen Reichsadel erhobenen Familie Schlomach aus dem kleinen Ort Mehlsdorf bei Dahme. Der Vater war Melchior von Schlomach und erhielt damals das Adelsprädikat von für seine Verdienste als Amtshauptmann von Jüterbog, Dahme, Burg, Dobrilugk und Finsterwalde. Der Name der Mutter ist nicht bekannt. Der Vater trug den Titel Kammerdirektor und war zudem zeitweise sächsischer Generalkriegskommissar. In jener Zeit blieb dieses erstgenannte Hofamt über zwei Generationen in der Familie von Schlomach und so wurde Ernst Friedrich von Schlomach auf Mehlsdorf 1677 wie sein Vorfahr Amtshauptmann und blieb dies bis zu seinem Tod im Jahre 1705.
Bevor Schlomach aber sein Amt antrat, hatte er zuvor mit seinem Stiefbruder Daniel Friedrich von Raschkau eine Studienreise nach Belgien, Gallien und andere Länder unternommen, um sich weiterzubilden.
1679 kaufte er vom Obristen Christian von Schweinitz für 4000 Gulden das halbe Dorf Knippelsdorf im Amt Schweinitz. 
Sein Haupterbe war der Sohn Johann George von Schlomach. Er starb ohne Söhne als Kammerjunker im Jahre 1736. Der allmächtige Reichsgraf Heinrich von Brühl hatte auf diesen Moment nur gewartet, denn er übernahm das von ihm hinterlassene Gut Knippelsdorf, da ihm dafür von August dem Starken aus großer Dankbarkeit für seine Verdienste um das Kurfürstentum Sachsen und das Königreich Polen die Anwartschaft verliehen worden war. Graf Heinrich von Brühl verkaufte nur wenig später das Gut Knippelsdorf an die Witwe des Vorbesitzers. Brühl verfügte über genügend andere eigene Güter, so dass es daraus Geld schlagen konnte.
Der aus Pommern stammende preußische Oberst Karl Wilhelm von Kleist heiratete 1745 die Tochter von Johann (Hans) George von Schlomach, Eva Luise Eleonore von Schlomach (* 1726; † 1813), verwitwete von Einsiedel, und begründete mit ihr auf ihren Gütern, insbesondere Zützen bei Golßen, einen neuen Zweig der Familie. Zu ihren Söhnen gehörten der preußische Rittmeister Friedrich von Kleist und der sächsische Oberst  Leopold von Kleist.
Eva Luise Eleonore von Kleist, geborene von Schlomach, war die letzte genealogische Vertreterin der Familie von Schlomach.

## Wappen
Sein Wappen wurde wie folgt blasoniert: Schild geviert mit silbernen Mittelschilde und in demselben eine fünfblättrige, rote Rose mit goldenen Butzen und grünen Blättern.